# Syrinx (geslacht)
Syrinx is een geslacht van weekdieren uit de klasse van de Gastropoda (slakken).

## Soort
- Syrinx aruanus (Linnaeus, 1758)